# Issoire (affluent de la Vienne)
Pour l’article homonyme, voir Issoire, ville du Puy-de-Dôme.
Pour les autres cours d'eau, voir Issoire (rivière).
L'Issoire est une rivière française qui coule dans les départements de la Haute-Vienne et de la Charente. C'est un affluent de la Vienne, c'est-à-dire un sous-affluent de la Loire.

## Géographie
L'Issoire prend sa source en Haute-Vienne, dans les Monts de Blond, sur la commune de Blond, à environ 375 m d'altitude, non loin des rochers de Puychaud. Sa longueur est de 45,7 km.

Le barrage de l'Issoire sur le territoire de Saint-Germain-de-Confolens a été construit en 1972. Il s'agit d'un réservoir de 750 000 m3 qui alimente en eau potable le Confolentais, soit 12 140 habitants.
L'Issoire est un affluent droit la Vienne, qu'elle rejoint sur les communes de Confolens au nord du bourg de Saint-Germain-de-Confolens et Lessac.

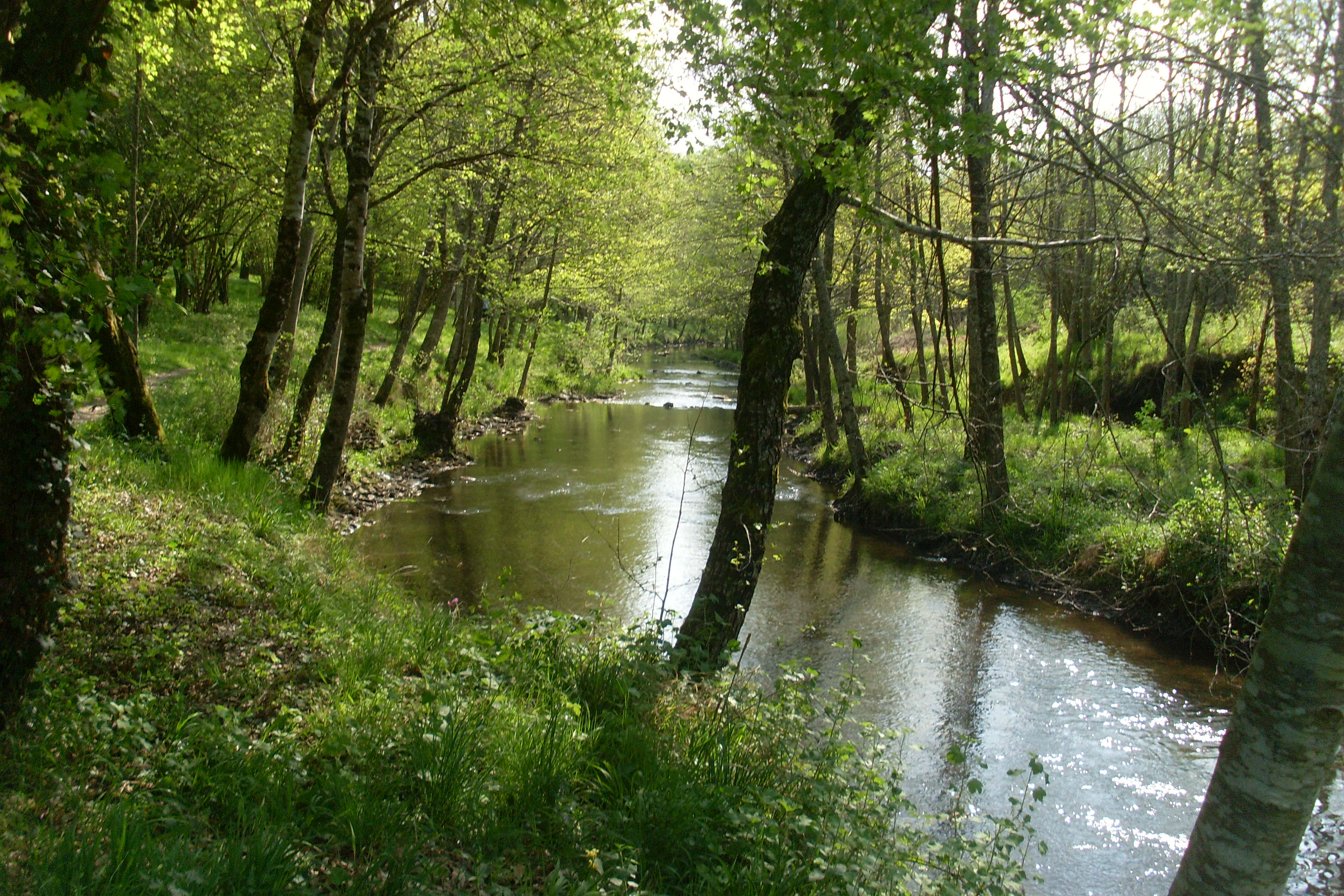
L'Issoire à Brillac
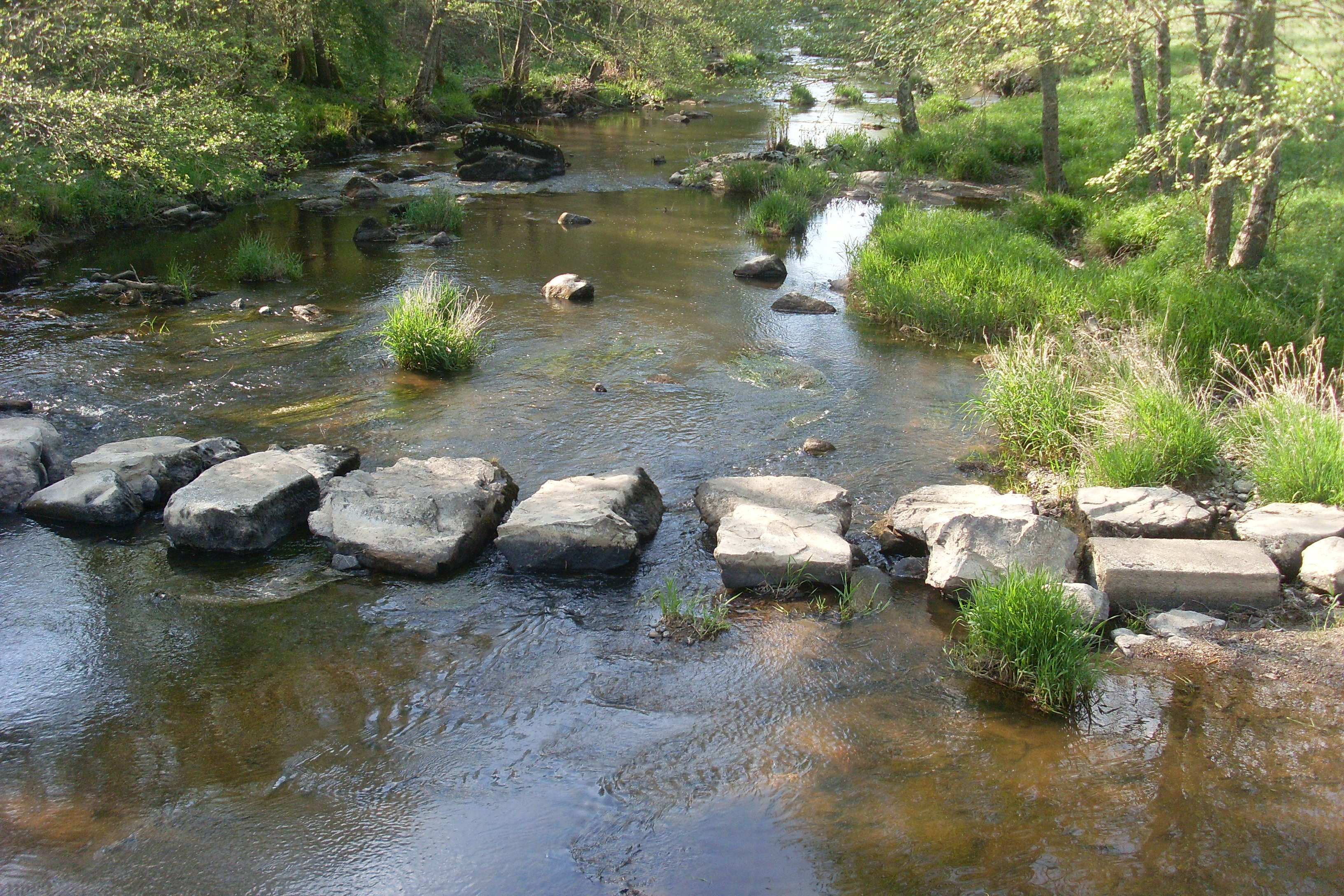
L'Issoire à Brillac
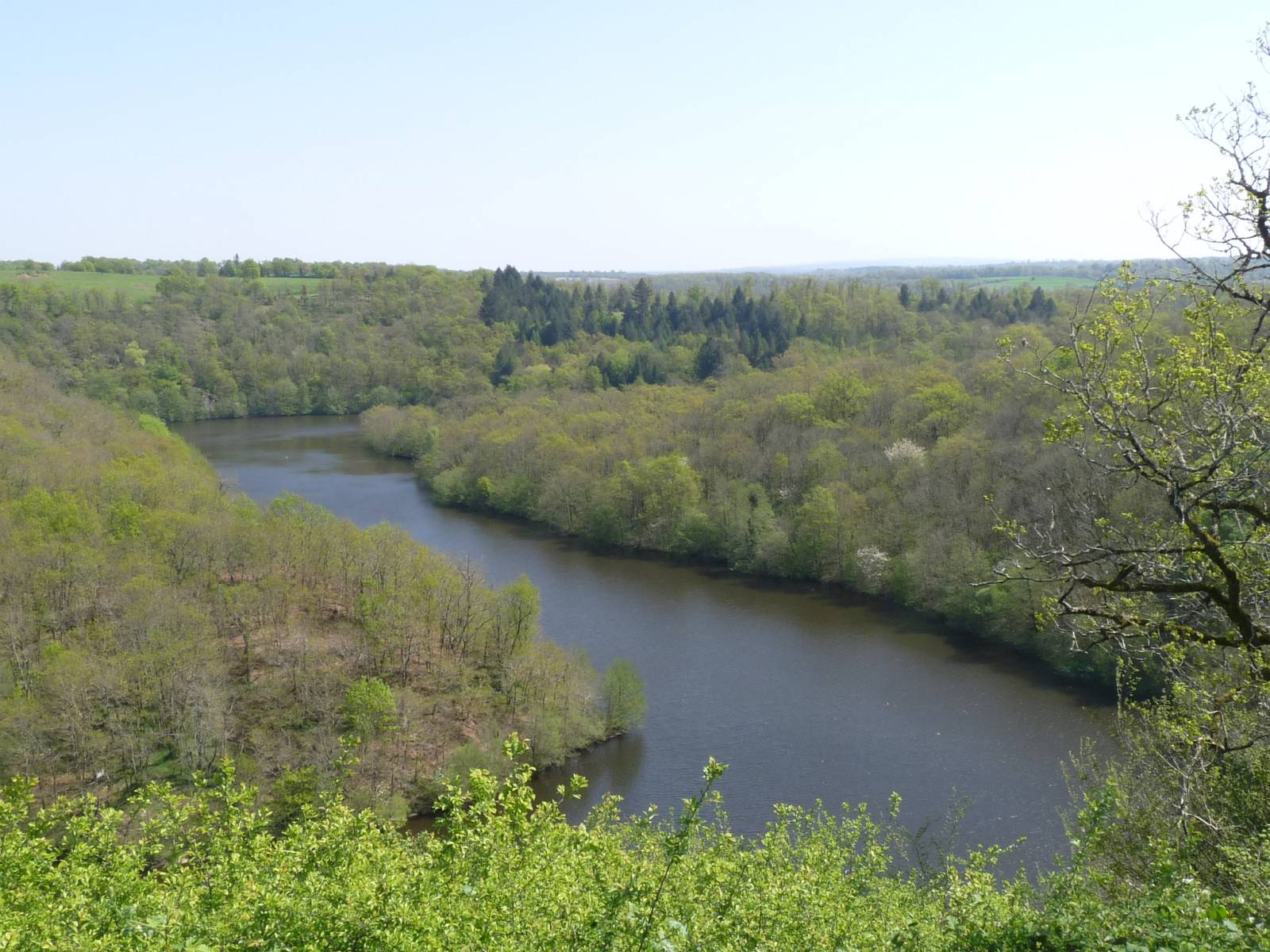
Le lac de barrage
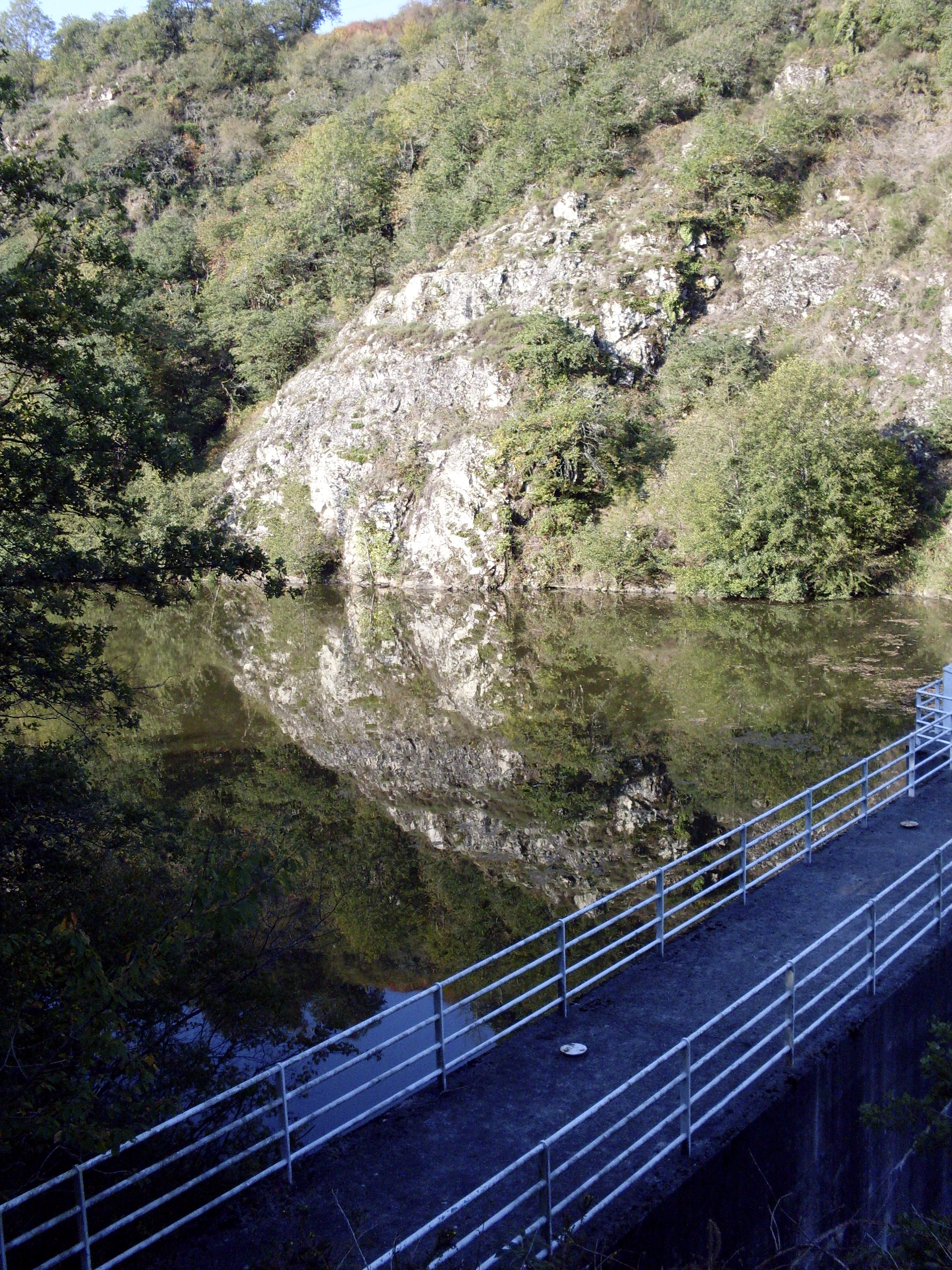
Le barrage de l'Issoire à Saint-Germain-de-Confolens.

## Hydrographie
L'Issoire a été observé à la station L1113020 - L'Issoire à Esse (Pont Binot), à 154 m d'altitude et pour un bassin versant de 265 km2,
Le module à Esse est de 2,44 m3/s.

## Villes traversées
en Haute-Vienne :
- Blond, Mézières-sur-Issoire, Gajoubert, Bussière-Boffy

en Charente :
- Brillac, Esse, Confolens, Lessac

## Écologie
La vallée de l'Issoire fait partie du réseau Natura 2000.